# Sorholia
Sorholia is een geslacht van weekdieren uit de klasse van de Gastropoda (slakken).

## Soort
- Sorholia lescherae (Boeters, 1981)